# Son Favar
Son Favar és una possessió del terme de Capdepera a Mallorca, situat al quilòmetre 18,6 de la carretera provincial que uneix el port de Manacor amb Capdepera, a un quilòmetre d'aquest poble. Dins d'aquesta zona es troben les ruïnes d'un conjunt de construccions talaiòtiques, centrades per un talaiot de planta circular, amb cambres adossades, on foren descobertes entre els anys 1941 i 1945 quatre escultures de bronze que es troben actualment al Museu d'Artà. Representen guerrers amb casc, i deuen correspondre a una figura de divinitat indígena, que hom ha volgut identificar amb el Mar Baleàric, cosa no gens demostrada. Van ser publicats per Lluís Amorós Amorós. Julio Martínez Santa-Olalla va considerar que eren falsificacions modernes, però aquesta hipòtesi fou unànimement rebutjada. Probablement es tracta de peces d'art local, imitant de lluny tipus grecs. Amb els bronzes foren trobats altres materials arqueològics, del segle IV al segle II abans de Crist.